# Нові Бірчиці
Но́ві Бі́рчиці — село в Україні, у Самбірському районі Львівської області. Населення становить 61 особа. Орган місцевого самоврядування - Новокалинівська міська рада.